# Spermatophylax
Le spermatophylax (du grec ancien sperma "semence" et phylax "garde"), appelé chez les anglophones « nuptial gift » ou « dot nuptiale », est une sécrétion gélatineuse blanchâtre, comestible, produite par les mâles de certaines espèces d'insectes (sauterelles ou criquets en général, mais d'autres insectes, et certaines araignées (Pisaura mirabilis par exemple) font de même). 

## Description
Le spermatophylax est excrété lors de la copulation avec la femelle, via l'organe copulateur, avec le spermatophore (ampoule contenant le sperme) auquel il est collé. Les femelles le prélèvent sur le mâle et le mangent[réf. nécessaire], généralement juste après la copulation. Elles mangent ensuite le spermatophore, 1 à 7 minutes après avoir entièrement consommé le spermatophylax. Or, le transfert complet du sperme exige que l'ampoule reste fixée à la femelle durant au moins 50 minutes, ce qui correspond au temps moyen après quoi les femelles se débarrassent effectivement de l'ampoule. (52,0 ± 2,2 minutes après l'accouplement). L'aliment nuptial offert par le mâle à la femelle aurait donc pour fonction de dissuader la femelle de retirer l'ampoule de sperme avant que le transfert du sperme soit terminé.
On suppose qu'il améliore le succès reproductif, tout en ayant une fonction nutritive pour la femelle,. Les mâles parasités produisent moins de spermatophylax et voient donc leurs succès reproductif diminué. On n'a pas démontré que les femelles préfèrent les mâles qui produisent le plus de spermatophylax, mais des liens semblent exister entre qualité reproductive du mâle et quantité de spermatophylax produit.
Un nématode parasite transmis par voie sexuelle peut affecter la production de spermatophylax et l'efficacité de la reproduction. Dans ce cas, la taille du spermatophilax est inversement proportionnelle à l'importance de l'infection. Le nématode ne cause pas une mortalité élevée chez l'espèce hôte, mais affecte le succès de reproduction.